# اجبيل (اجبيل)
اجبيل هي إحدى مشيخات المملكة المغربية، تتبع جغرافيا لإقليم قلعة السراغنة وإداريًا لاجبيل. يقدر عدد سكانها بـ 10852 نسمة حسب الإحصاء الرسمي للسكان والسكنى لسنة 2004.